# Мерл бронзовоголовий
Мерл бронзовоголовий (Lamprotornis purpuroptera) — вид горобцеподібних птахів родини шпакових (Sturnidae). Мешкає в Східній і Центральній Африці.

## Опис
Довжина птаха становить 35 см, вага 78-92 г. Забарвлення переважно темно-синє з фіолетовим відтінком. Голова чорна з бронзовим відтінком. Хвіст відносно довгий, східчастий. Загалом оперення має характерний райдужний металевий відблиск. Очі світло-жовті або білуваті, дзьоб і лапи темно-сірі. Молоді птахи мають більш тьмяне забарвлення, очі у них більш темні.

## Підвиди
Виділяють два підвиди:
- L. p. aeneocephalus Heuglin, 1863 — схід Судану, Еритрея і північна Ефіопія;
- L. p. purpuroptera Rüppell, 1845 — від Південного Судану і південної Ефіопії до західної Танзанії.

## Поширення і екологія
Бронзовоголові мерли мешкають в Судані, Південному Судані, Ефіопії, Еритреї, Сомалі, Уганді, Руанді, Бурунді, Демократичній Республіці Конго, Кенії і Танзанії. Вони живуть в саванах, рідколіссях, чагарникових заростях і на полях, на висоті до 2000 м над рівнем моря. Зустрічаються парами або зграйками.